# Galaxias rekohua
Galaxias rekohua (tên tiếng Anh: chathams galaxias) là một loài cá thuộc họ Galaxiidae. Nó là loài đặc hữu của New Zealand.